# Ристо Миляновски
Ристо Миляновски (на македонска литературна норма: Ристо Миљановски) е северномакедонски поет и писател, разказвач.

## Биография
Роден е в 1936 година в костурското село Статица, Гърция (на гръцки Мелас). Завършва Висше педагогическо училище в Будапеща. Живее и работи в Торонто, Канада. Член е на Литературното дружество „Бракя Миладиновци“ в Торонто. Член е на Дружеството на писателите на Македония от 1993 година.

## Творчество
- Статица (стихове 1992)
- Ткаена тага (стихове 1996)